# Say You Will
Say You Will es el décimoséptimo y último álbum de estudio de la banda británica de rock Fleetwood Mac, publicado en 2003 por Reprise Records. Es el primer trabajo de estudio que participa Lindsey Buckingham después de 16 años de ausencia y a su vez es el primero desde Kiln House de 1970 que no incluye temas escritos por Christine McVie, que se retiró en 1998 de la banda. Por dicho motivo tanto Buckingham como Stevie Nicks cumplieron el rol de teclista.
Cabe mencionar que gran parte de las canciones escritas por Buckingham, fueron creadas para un eventual lanzamiento como solista pero que no vio la luz. Precisamente en «Steal Your Heart Away» y en «Bleed to Love Her», aparece Christine como músico invitada aportando teclados y algunos coros.
Marcó un exitoso regreso a las listas mundiales, ya que obtuvo el puesto 3 en los Billboard 200 y el sexto lugar en los UK Albums Chart del Reino Unido. Durante su primera semana vendió más de 200 000 copias solo en los Estados Unidos y en julio del mismo año se certificó con disco de oro por la RIAA. Hasta mayo de 2013 había vendido en dicho país más de 864 000 unidades.
Con solo semanas de diferencia se lanzó una edición especial que contó con un póster y un librillo de notas, como también contó con cuatro pistas adicionales; «Peacekeeper» y «Say You Will» en versión en vivo y las canciones de estudio «Not Make Believe» y el cover de «Love Minus Zero/No Limit» de Bob Dylan.

## Lista de canciones
| N.º | Título                             | Escritor(es)                       | Duración |  |
| 1.  | «What's the World Coming To?»      | Buckingham, Julian Raymond         | 3:47     |  |
| 2.  | «Murrow Turning Over in His Grave» | Buckingham                         | 4:11     |  |
| 3.  | «Illume (9-11)»                    | Nicks                              | 4:50     |  |
| 4.  | «Thrown Down»                      | Nicks                              | 4:02     |  |
| 5.  | «Miranda»                          | Buckingham                         | 4:17     |  |
| 6.  | «Red Rover»                        | Buckingham                         | 3:57     |  |
| 7.  | «Say You Will»                     | Nicks                              | 3:47     |  |
| 8.  | «Peacekeeper»                      | Buckingham                         | 4:10     |  |
| 9.  | «Come»                             | Buckingham, Neale Heywood          | 5:59     |  |
| 10. | «Smile at You»                     | Nicks                              | 4:32     |  |
| 11. | «Running Through the Garden»       | Nicks, Ray Kennedy, Gary Nicholson | 4:33     |  |
| 12. | «Silver Girl»                      | Nicks                              | 3:59     |  |
| 13. | «Steal Your Heart Away»            | Buckingham                         | 3:33     |  |
| 14. | «Bleed to Love Her»                | Buckingham                         | 4:05     |  |
| 15. | «Everybody Finds Out»              | Nicks, Richard Nowels              | 4:28     |  |
| 16. | «Destiny Rules»                    | Nicks                              | 4:26     |  |
| 17. | «Say Goodbye»                      | Buckingham                         | 3:24     |  |
| 18. | «Goodbye Baby»                     | Nicks                              | 3:50     |  |

## Músicos
- Stevie Nicks: voz y teclados
- Lindsey Buckingham: Voz, guitarra y teclados
- John McVie: bajo
- Mick Fleetwood: batería
- Christine McVie: teclados y coros en «Steal Your Heart Away» y «Bleed to Love Her» (músico invitada)